# Neuhof an der Zenn
Neuhof an der Zenn (eller: Neuhof a.d.Zenn) er en købstad (markt) i den mittelfrankiske Landkreis Neustadt an der Aisch-Bad Windsheim i den tyske delstat Bayern. Den er hjemsted for Verwaltungsgemeinschaft Neuhof an der Zenn.

## Geografi
Neuhof an der Zenn har navn efter, og ligger ved floden Zenn, der er en biflod til Regnitz (→ Main→ Rhinen).
Nabokommuner er (med uret, fra nord): Wilhermsdorf, Dietenhofen, Rügland, Trautskirchen og Markt Erlbach.

### Inddeling
Kommunen har ud over hovedbyen Neuhof disse landsbyer og bebyggelser:
| - Adelsdorf - Dietrichshof - Eichenmühle - Hirschneuses - Neukatterbach | - Neuselingsbach - Neuziegenrück - Oberfeldbrecht - Rothenhof | - Straußmühle - Unterfeldbrecht - Vockenroth - Ziegelhütte |